# عنات بيركو
أنات بيركو (بالعبرية: ענת ברקו، وُلدت في 14 يناير 1960) هي أكاديمية وسياسية إسرائيلية، وهي عضوة في الكنيست منذ 2015.

## السيرة الذاتية
وُلدت بيركو لوالدين يهوديين هاجرا من العراق إلى إسرائيل، وكانت الثانية بين ستة أبناء. بعد قضائها الخدمة الوطنية، بقت في الجيش الإسرائيلي، وقضت في الجيش 25 سنة من الخدمة حتى وصلت إلى رتبة مقدم. أصبحت محاضرة في مدرسة لودر للحوكمة في مركز هرتزاليا متعدد التخصصات، وهي أستاذة زائرة في جامعة جورج واشنطن. تتضمن مجالات بحثها عمليات التفجيرات الانتحارية، وقد أجرت مقابلة مع القيادي في حماس أحمد ياسين.
قبل انتخابات الكنيست لعام 2015، كانت الرقم 23 في قائمة الليكود، وهو موضع مخصص للمرشح الذي يختاره بنيامين نتانياهو. انتخبت عضوة في الكنيست عند حصول الليكود على 30 مقعدًا. خلال الانتفاضة الفلسطينية في 2015-2016، قدمت عنات بيركو مشروع قانون للكنيست يطالب بإصدار أحكام بالسجن للأطفال الفلسطينيين «الذين يرتكبون جرائم على خلفية وطنية».

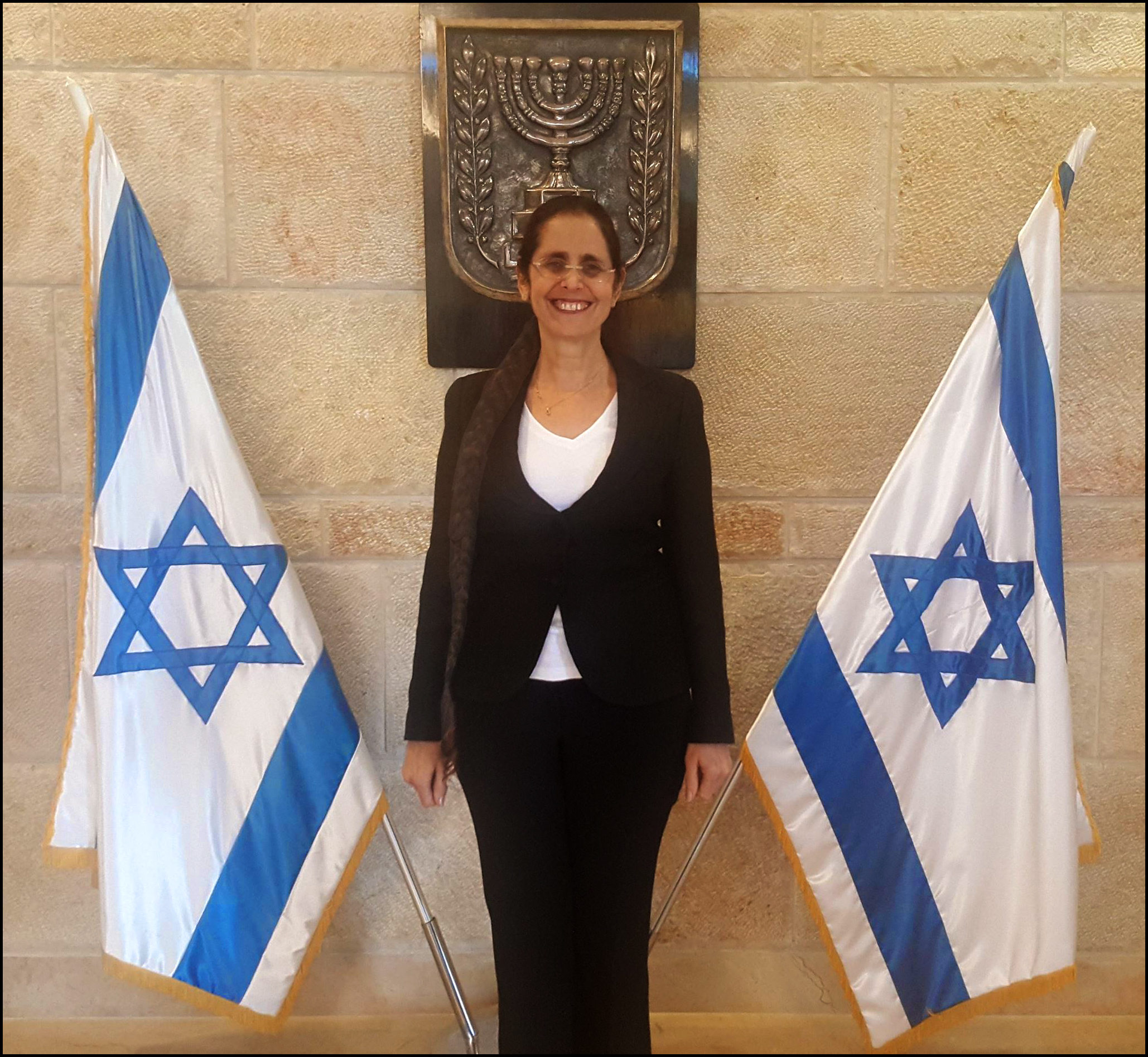
د. عنات بركو في الكنيست ، 2016

بركو متزوجة من رجل يدعى ريفين، وهو مختص بالشؤون العربية، ولهما 3 أبناء.

## مناصبها في لجان الكنيست[3]
| رئيسة اللجنة الفرعية للقوى البشرية في الجيش الإسرائيلي                                                                                        |
| عضو في لجنة الخارجية والأمن |
| عضو في لجنة الدستور والقانون والقضاء |
| عضو في اللجنة المشتركة لميزانية الأمن |
| عضو في اللجنة الفرعية للمخابرات والأجهزة السرية والأسرى والمفقودين                                                                            |
| عضو في اللجنة الفرعية للسياسة الخارجية |
| عضو في لجنة مشتركة للجنة الدستور والقانون والقضاء، ولجنة الداخلية وحماية البيئة ولجنة العلوم والتكنولوجيا وفقا لقانون بطاقة الهوية البيومترية |
| عضو في اللجنة المشتركة بموجب قانون الخدمة الوطنية المدنية لسنة 2014                                                                           |
| عضو في لجنة العمل والرفاه والصحة |

## تصريحPپ
خلال نقاش حول خطة طرحها حزب العمل لفك الارتباط مع الفلسطينيين في فبراير 2016. قالت بيركو «أريد أن أعود إلى التاريخ، ما هو مكاننا هنا، بالنسبة للقدس، بالنسبة لفلسطين، حين قلنا أن العربية لا تملك حتى الحرف P. لذا يتوجب فحص هذا المصطلح المستعار». ردت عليها العضوة تمار زاندبيرج من حزب ميرتس اليساري: «ماذا؟ هل سمع الجميع هذا؟ هل أنت حمقاء؟».

## مؤلفاتها
الطريق إلى جنة عدن: عالم المخربين والانتحاريين ومرسليهم، إصدار «يديعوت أحرونوت». (صدر بالعبرية عام 2004 ، صدر باللغة الإنجليزية عام 2007 والبولندية عام 2010)
امرأة قنبلة: المخربون الانتحاريون: نساء وأطفال في صفوف الإرهاب، إصدار يديعوت أحرونوت. (صدر بالعبرية عام 2010 ، صدر بالإنجليزية عام 2012)